# Witte (munt)

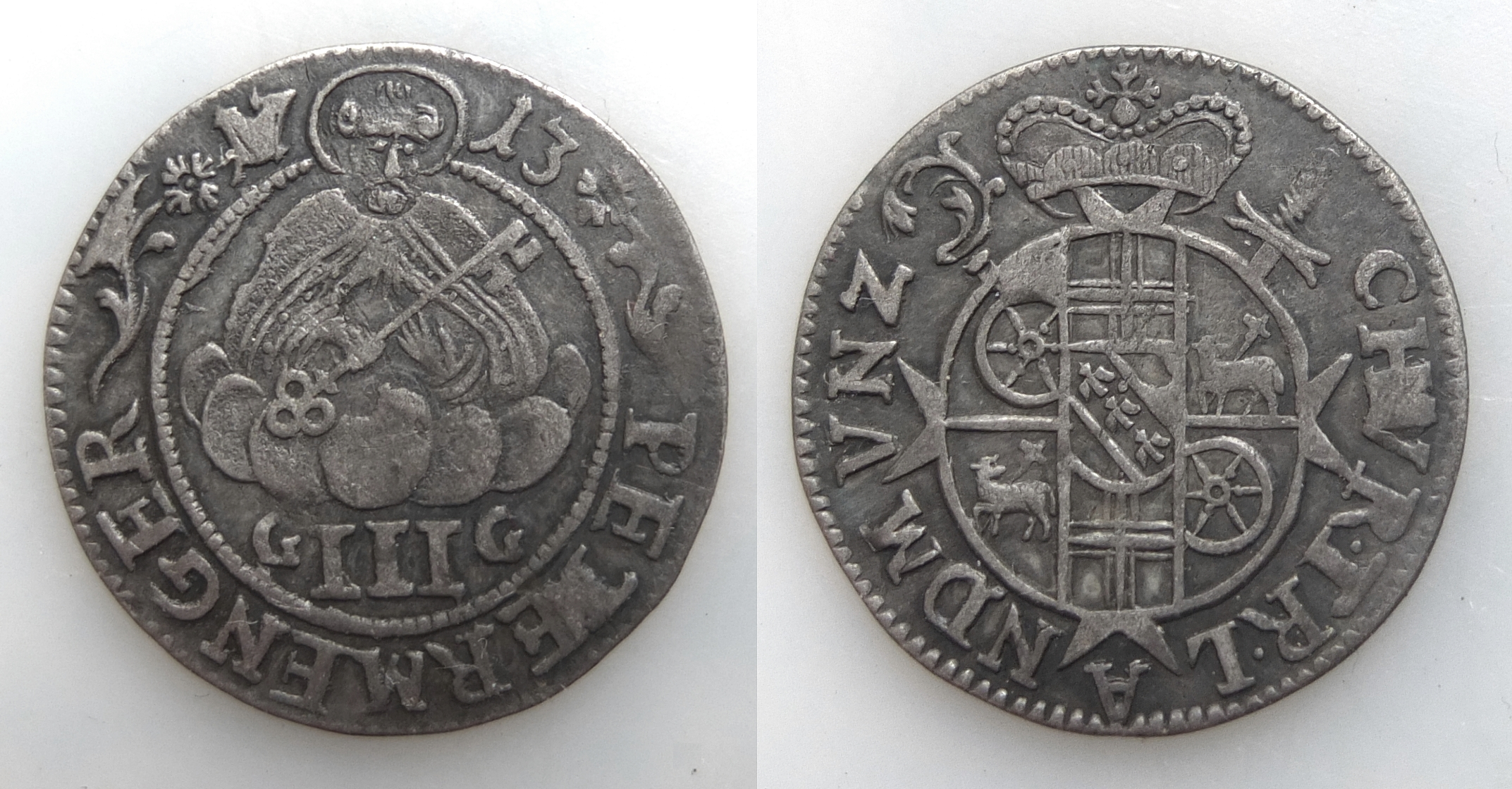
Munt van drie witten

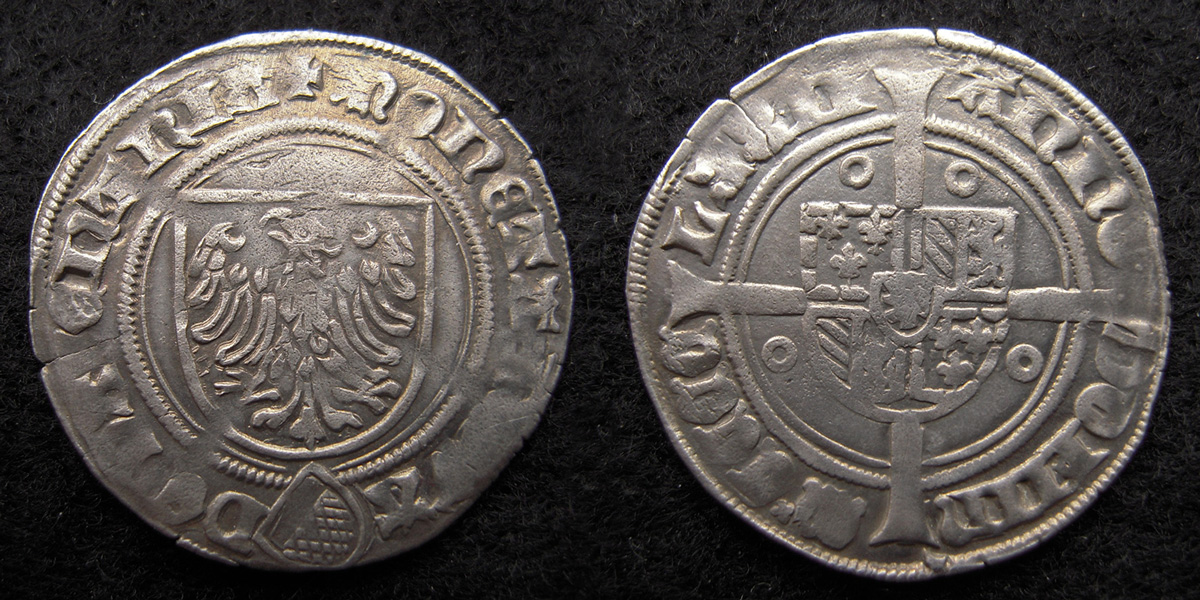
Witpenning of dubbele groot, zilver, geslagen te Deventer in 1472.

Een witte of albus was een munt die sinds de Late Middeleeuwen voorkwam en zijn belangrijkste verspreiding in het Rijnland had, maar onder de naam witpenning ook Oost-Nederland bereikte. De Latijnse naam van de munt luidde voluit denarius albus ofwel witte penning en dankte de munt aan zijn relatief hoge zilvergehalte, waardoor hij een lichte kleur had in tegenstelling tot de door het hoge kopergehalte snel zwart verkleurende penninkjes van die tijd. 
De witte werd rond het midden van de 14e eeuw ingevoerd door de Trierse aartsbisschop Kuno II van Falkenstein en wordt voor het eerst vermeld in het muntverdrag (1372) tussen Keulen en Trier. In de loop der tijd werd de witte een basismunt binnen het muntverbond tussen de keurvorsten van Trier, Mainz en Keulen en werd de munt in talrijke aangrenzende gebieden overgenomen.
Oorspronkelijk vertoonde de voorzijde van de munten christelijke motieven zoals Christus of een heilige. In Trier werd de witte dan ook wel Petermenger genoemd wegens de afbeelding van Sint-Pieter. Op de keerzijde stond gewoonlijk een wapenschild, zoals in Mainz het stadswapen: een wiel of rad. Deze munt wordt daarom ook Raderalbus genoemd. Hij had een waarde van 24 penningen of 2 schilling.
Gedurende de Dertigjarige Oorlog (1618–1648) verloor de witte aan betekenis. Regionaal werden ze nog tot in de 18e eeuw als pasmunt geslagen, bijvoorbeeld in Hessen.

## Witpenning
In de vijftiende eeuw verscheen de Witte ook in de lage landen, waar deze doorgaans witpenning werd genoemd. Witpenningen werden hier aangemunt in het Hertogdom Gelre en de stad Deventer. De witpenning had hier een waarde van een dubbele groot en was daarmee een voorloper van de stuiver.